# Leatherface (groupe)
Pour les articles homonymes, voir Leatherface.
Leatherface est un groupe de punk rock britannique, originaire de Sunderland, en Angleterre. Il est formé en 1988 par le guitariste chanteur Frankie Stubbs et le guitariste Dickie Hammond.
Groupe méconnu du grand public, ils sont parmi les premiers à mélanger le son et l'agressivité du punk rock avec des mélodies pop souvent élaborées. Le charisme, la personnalité, la voix rauque et « gravilloneuse » de Frankie Stubbs ont fait de Leatherface un groupe culte dont l'influence se ressent chez nombre de groupes de punk rock mélodique et d'emocore actuels, en particulier la scène de Gainesville (Floride) des années 2000, avec notamment des groupes tels que Hot Water Music ou Against Me!.

## Biographie
Formé en août 1988 par Frankie Stubbs et Dickie Hammond (de HDQ), Leatherface publie quatre albums avant sa séparation en 1993. Le troisième album, Mush, est selon AllMusic « l'un des plus intenses des années 1990... considérez-le comme l'un des meilleurs albums de la décennie ».
Le groupe se sépare fin 1993 – publiant un mini-album posthume (The Last) l'année suivante – mais se réunit en 1998, après la mort du bassiste Andy Crighton (de Snuff). Quatre autres albums suivent entre 1999 et 2012.
Le style musical de Leatherface est décrit comme un mélange de Hüsker Dü et de Motörhead, un élément notable étant le chant rauque de Stubbs. Bien que la popularité du groupe ne dépasse pas les frontières de son pays natal, il est cité pour avoir inspiré des groupes comme Hot Water Music et Dillinger Four. Rubber Factory Records édite en 2008 un album hommage à Leatherface, avec 41 chansons et plus de 35 groupes et artistes de différents pays dont Hot Water Music et The Sainte Catherines.
Leur reprise de Can't Help Falling In Love With You apparaît dans le dernier épisode de la célèbre série Sons of Anarchy.

## Discographie

### Albums studio
- 1989 : Cherry Knowle
- 1990 : Fill Your Boots
- 1991 : Mush
- 1993 : Minx
- 1994 : The Last
- 1999 : BYO Split Series, Vol. 1
- 2000 : Horsebox
- 2004 : Dog Disco
- 2010 : The Stormy Petrel

### Compilations et album live
- 1995 : Live in Oslo
- 1998 : Discography Part One
- 1998 : Discography Part Two
- 1998 : Your Choice Live Series
- 2004 : Boat in the Smoke
- 2011 : Live in Melbourne – Viva La Arthouse
- 2015 : Razor Blades And Aspirin: 1990-1993

### Singles et EP
- 1990 : Beerpig
- 1990 : Razor Blades and Aspirin
- 1990 : Smokey Joe
- 1991 : Not Superstitious
- 1991 : I Want the Moon
- 1992 : Compact and Bijou
- 1992 : Hops and Barley (split 7" avec Wat Tyler)
- 1992 : Eagle
- 1993 : Do the Right Thing
- 1994 : Mackem Bastards
- 1994 : Little White God
- 2003 : Bonus Live

### Vidéos
- Discipline (1989)
- Peasant in Paradise (1990)
- Razorblades and Aspirin (1990)
- Talkin' 'bout a Revolution (1992)
- Do the Right Thing (1993)